# Franco Ibarra
Franco Gabriel Ibarra (Tigre, 28 aprile 2001) è un calciatore argentino, centrocampista del Rosario Central.

## Carriera

### Club

#### Argentinos Juniors
Ibarra è entrato a far parte del settore giovanile all'Argentinos Juniors nel 2010, all'età di nove anni. Con la primavera ha giocato oltre 100 partite. Ibarra ha esordito in prima squadra nel dicembre 2019, entrando al posto di Francis Mac Allister nel pareggio casalingo contro l'Estudiantes (LP) in Primera División. Nel giugno 2020, Ibarra ha prolungato il suo contratto fino al dicembre 2024. Rimane in panchina fino al 31 ottobre 2020, quando gioca contro il San Lorenzo, rimediando anche un cartellino rosso; torna a giocare nove giornate dopo, contro il Boca Juniors; che è anche la sua ultima presenza.

#### Atlanta United
Il 22 febbraio 2021, Ibarra ha firmato un contratto con l'Atlanta United, formazione militante nella Major League Soccer.

### Nazionale
Ibarra con la nazionale argentina Under-18 ha preso parte al Torneo Internacional de Fútbol Sub-20 de la Alcudia nel 2019.

## Statistiche

### Presenze e reti nei club
Statistiche aggiornate al 22 dicembre 2021.
| Stagione                  | Squadra                   | Campionato                | Campionato | Campionato | Coppe nazionali | Coppe nazionali | Coppe nazionali | Coppe continentali | Coppe continentali | Coppe continentali | Altre coppe | Altre coppe | Altre coppe | Totale | Totale |
| Stagione                  | Squadra                   | Comp                      | Pres       | Reti       | Comp            | Pres            | Reti            | Comp               | Pres               | Reti               | Comp        | Pres        | Reti        | Pres   | Reti   |
| ------------------------- | ------------------------- | ------------------------- | ---------- | ---------- | --------------- | --------------- | --------------- | ------------------ | ------------------ | ------------------ | ----------- | ----------- | ----------- | ------ | ------ |
| 2019-2020                 | Argentinos Juniors        | PD                        | 1          | 0          |                 | -               | -               |                    | -                  | -                  |             | -           | -           | 1      | 0      |
| 2020-feb. 2021            | Argentinos Juniors        |                           | -          | -          | CdL             | 10              | 0               |                    | -                  | -                  |             | -           | -           | 10     | 0      |
| Totale Argentinos Juniors | Totale Argentinos Juniors | Totale Argentinos Juniors | 1          | 0          |                 | 10              | 0               |                    | -                  | -                  |             | -           | -           | 11     | 0      |
| 2021                      | Atlanta United            | MLS                       | 16         | 0          |                 | -               | -               | CCL                | 3                  | 0                  |             | -           | -           | 19     | 0      |
| Totale carriera           | Totale carriera           | Totale carriera           | 17         | 0          |                 | 10              | 0               |                    | 3                  | 0                  |             | -           | -           | 30     | 0      |